# (5884) Dolezal
(5884) Dolezal ist ein Asteroid des Hauptgürtels, der am 24. September 1960 vom niederländischen Astronomenehepaar Cornelis Johannes van Houten und Ingrid van Houten-Groeneveld entdeckt wurde. Die Entdeckung geschah im Rahmen des Palomar-Leiden-Surveys, bei dem von Tom Gehrels mit dem 120-cm-Oschin-Schmidt-Teleskop des Palomar-Observatoriums (IAU-Code 675) aufgenommene Feldplatten an der Universität Leiden durchmustert wurden.
Der Asteroid gehört zur Dora-Familie, einer Gruppe von Asteroiden, die nach (668) Dora benannt ist.
Der Himmelskörper ist nach dem österreichischen Science-Fiction-Schriftsteller, Astronom und Volksbildner Erich Dolezal (1902–1990) benannt, der seit dem Jahr 1929 mehr als 1000 Vorträge über Raumfahrt hielt und zahlreiche Vortragsreisen absolvierte.